# Arizelocichla montana
Arizelocichla montana é uma espécie de ave da família Pycnonotidae.
Pode ser encontrada nos seguintes países: Camarões e Nigéria.
Os seus habitats naturais são: regiões subtropicais ou tropicais húmidas de alta altitude.
Está ameaçada por perda de habitat.